# درخت غول (سرده)
درخت غول (نام علمی: Sequoiadendron) نام یک سرده از تیره سرویان است. این درخت همیشه سبز، بومی کالیفرنیا که در سال‌های اخیر به ایران وارد و در باغ دانشکده کشاورزی کرج کشت گردیده است.